# Арам I
Арам I (вірм. Արամ Ա, у миру Бедрос Кешишян) (нар. 1947 року, Бейрут) — Католикос Великого Дому Кілікії з 1995 року. Духовний пастир вірменських єпархій Лівану, Сирії, Ірану, країн Перської затоки, Греції, США, Канади та Кіпру. Перший глава Великого Дому Кілікійського, народжений у Лівані. Борець за визнання факту Геноциду вірмен в Османській та Кемалістській Туреччині, за репарації вірменського надбання.
У 1979 році, після одного року служіння місцеблюстителем, він був обраний предстоятелем вірменської православної громади в Лівані; наступного року отримав єпископську хіротонію. У червні 1995 року був обраний Католікосом (Главою Церкви) виборчими зборами Вірменського Католикосату Кілікії (35 священнослужителів і 115 мирян), а через тиждень був висвячений.
Протягом багатьох років Арам I регулярно читав лекції з арменологічних, богословських та екуменічних предметів у Вірменській семінарії та Університеті Айгазіяна в Бейтуті. Він також читав численні публічні лекції в різних університетах, академічних і культурних центрах, а також на публічних заходах і міжнародних зібраннях.
Він здобув ступінь магістра богослов'я в Нахічеванській школі теології, ступінь магістра богослов'я в Американському університеті в Бейруті та Нахічеванській школі теології, а також ступінь доктора філософії в Фордемському університеті в Нью-Йорку. Він також має кілька почесних ступенів. Його головними областями спеціалізації є філософія, систематична теологія та історія Східної церкви.
В його духовно-екуменічній діяльності можна виділити заснування Ради середземноморських церков (MECC) у 1974 році та участь у світовому екуменічному русі.
В 1997 Арам I, на запрошення Московського Патріарха Алексія II (Рідігера), відвідав з офіційним візитом Росію. У тому ж році відвідав Ватикан і підписав екуменічну угоду з Іваном-Павлом ІІ.
У 2000 році він зазначив, що у нього немає жодних проблем із змістом Dominus Iesus, документу про релятивізм Священного Управління Католицької Церкви, але дорікнув йому за його не екуменічну мову.